# Chiesa di San Zenone (Osio Sopra)
La chiesa di San Zenone è la parrocchiale di Osio Sopra, in provincia e diocesi di Bergamo; fa parte del vicariato di Dalmine-Stezzano.

## Storia
La prima citazione di una chiesetta a Osio Sopra risale al 1271. Nel 1577 fu soppresso il vicariato di Pontirolo, al quale apparteneva la chiesa, e quest'ultima passò al vicariato di Verdello. 
La nuova parrocchiale venne costruita intorno alla metà del XVIII secolo, consacrata nel 1777 dall'arcivescovo Giuseppe Pozzobonelli e, nel 1787, ceduta dall'arcidiocesi di Milano alla diocesi di Bergamo. Nel frattempo, tra il 1749 e il 1765, era stato eretto il campanile. Nel 1929 venne rifatta la facciata su disegno di Dante Fornoni e, nel 1946, il vescovo Adriano Bernareggi consacrò i due altari laterali della Beata Vergine del Rosario e di San Giuseppe. 
Il 28 giugno 1971 la vicaria di Verdello fu soppressa e la chiesa passò alla zona pastorale X, per poi essere aggregata il 27 maggio 1979 al neo-costituito vicariato di Dalmine-Stezzano. Nel 1988 venne realizzato il nuovo altare rivolto verso l'assemblea. Infine, nel 2000 la chiesa fu restaurata.